# 太陽のピラミッド
太陽のピラミッド（たいようのぴらみっど）はテオティワカン最大の建造物であり、200年頃建造されたと考えられている。メソアメリカで現存するもののうち二番目に大きな建造物でもある。テオティワカンの死者の大通りに面して建設されており、シウダデラと月のピラミッドの間に位置している。ピラミッドは都市の巨大な複合体を形成している。

## 歴史

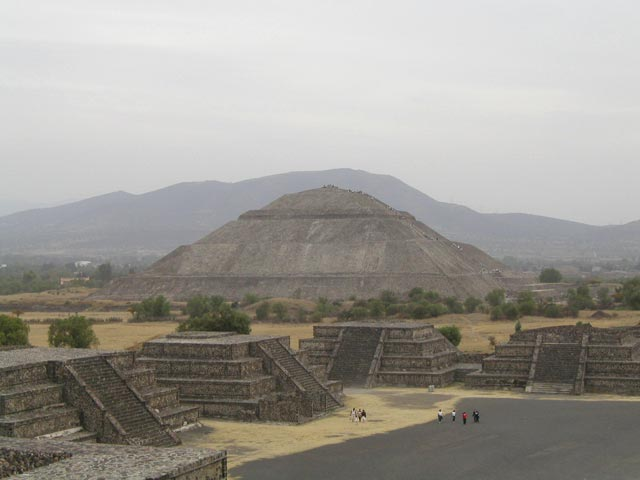
太陽のピラミッド

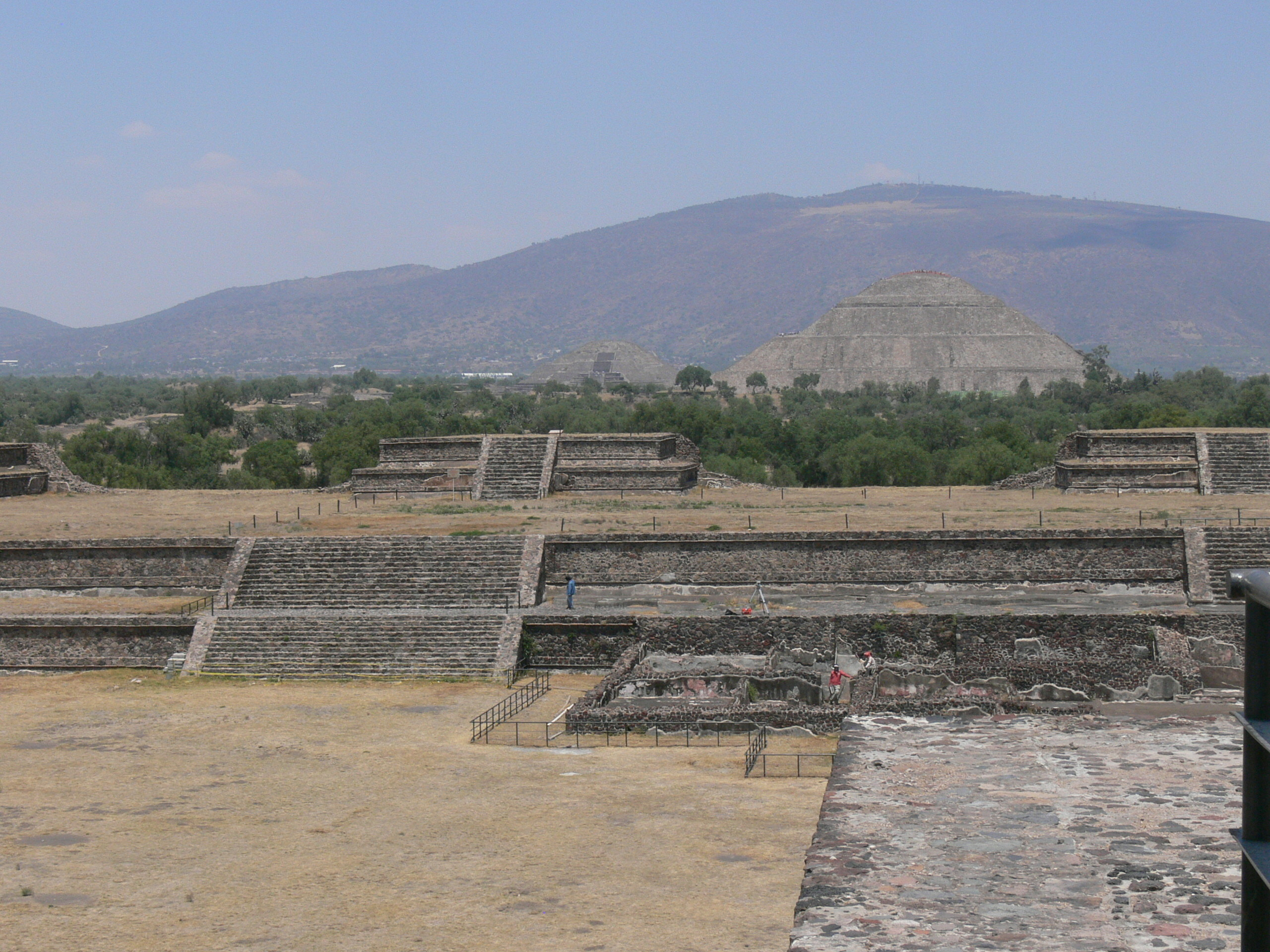
テオティワカンと太陽のピラミッド

太陽のピラミッドという名前は、テオティワカンが放棄されて数百年後に訪れたアステカ文明の人々が付けた名前である。テオティワカンを築いた人々が付けていた元の名称はわかっていない。
太陽のピラミッドは、テオティワカン自体が作られたのと同時期のツァクアリ相（1年-150年頃）に作り始められたと考えられている。建設は、二段階で行われており、第一段階は100年ごろ（ツァクアリ相）、現在と近い大きさにまで建造された。第二段階で現在と同じ225m四方、高さ75mの形状となった。世界で三番目に大きなピラミッドであり、高さは146mあるギザの大ピラミッドの約半分ほどである。かつて頂上にあった祭壇も第二段階の建設時作られたと考えられているが、現存していない。
古代のテオティワカンの人々は、周辺の地域から運んだ石灰質の漆喰で仕上げ、表面に鮮やかな色彩の壁画を施していた。ピラミッドは何世紀も持ちこたえたが、壁画や石膏は現存しておらず、ジャガーの脚や星、ガラガラ蛇など、わずかに何点かの絵のみが残っている。
テオティワカンの社会ではこのピラミッドがなんらかの神を崇めるためのものと考えられているものの、この仮説を支持する証拠はほとんど残っていない。ピラミッド頂上にあった祭壇が、考古学的な調査が行われるより前に故意や自然の風化により破壊されたため、ピラミッドで崇拝されていた神については明らかになっていない。

## 構造と位置
| 寸法     | 値                                                           |
| -------- | ------------------------------------------------------------ |
| 高さ     | 71.17 メートル                                               |
| 基底部   | 794.79 平方メートル                                          |
| 側面     | 223.48 メートル                                              |
| 1/2 side | 111.74 メートル                                              |
| 傾斜     | 32.494 度                                                    |
| 表面積   | 59213.68 平方メートル （底面が正方形で、各面が平面と仮定）   |
| 体積     | 1184828.31 立方メートル （底面が正方形で、各面が平面と仮定） |

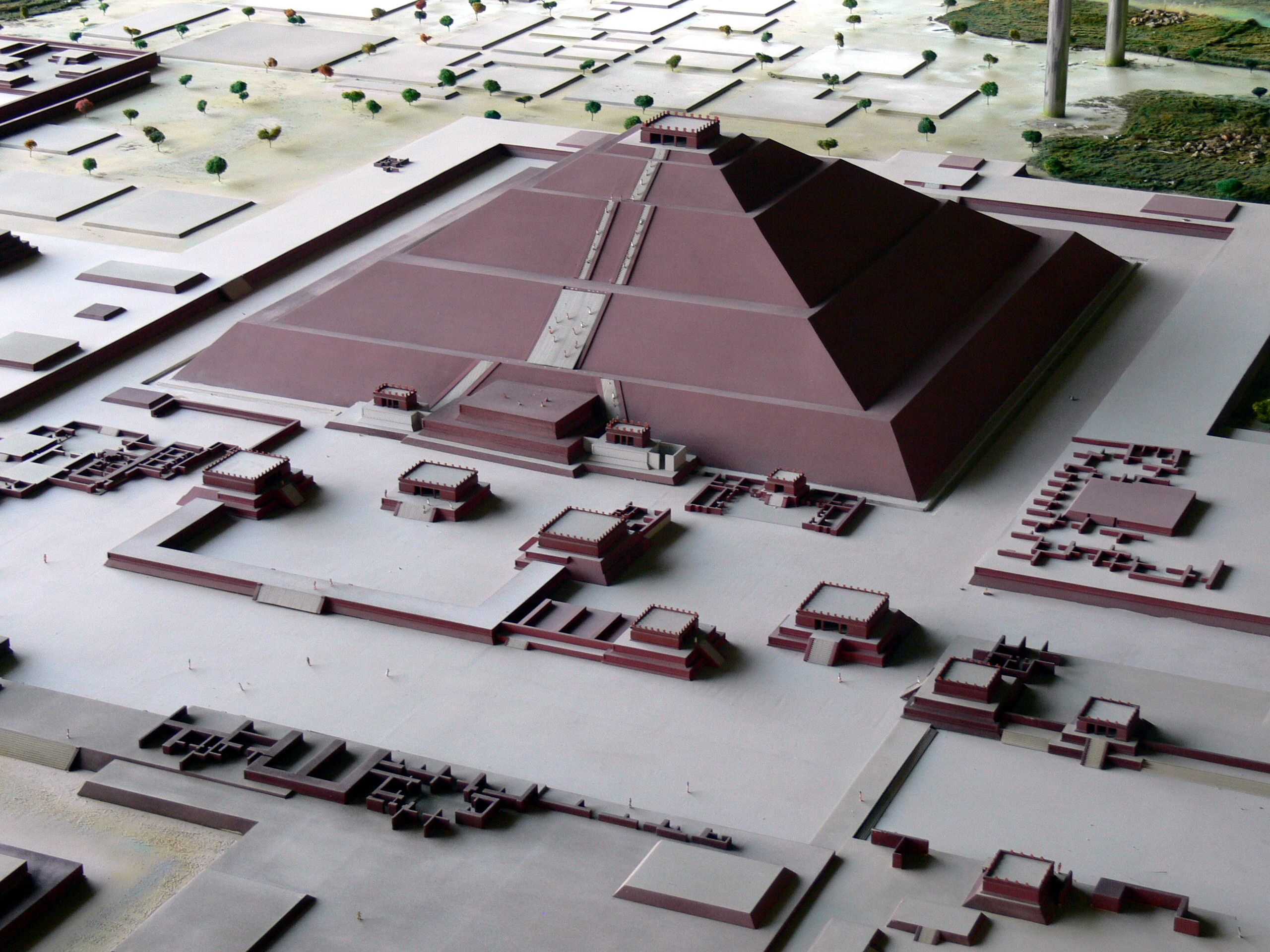
太陽のピラミッドの模型

ピラミッドはセルロ・ゴードの真南に位置している。また、メソアメリカの建築物によくある、特定の日の日の出方向の正面になる方位の両方を満たすよう、慎重に位置と方位を選んで建てられている。テオティワカンは死者の大通りを含めて、都市のほぼ全体が太陽のピラミッドの方位と同じく、東西南北に対して15.25度時計回りに回転した方位となるよう建設されている。テオティワカンの南部はシウダデラに沿って作られており、東西南北よりも15.25度時計回りに回転した方位で建築されている。この傾きにより、8月13日と4月30日の日没が太陽のピラミッドの正面に来る。また、2月11日と8月29日の日の出が太陽のピラミッドの真後ろにくるようになっている。
1971年に、エルネスト・タボアーダ (Ernest Taboada) により、ピラミッド正面に竪穴が発見された。竪穴は 7m の深さまで掘られてあり、数世紀前の大量の石と瓦礫で埋められていた。穴はピラミッドの真下の岩盤をくり抜き、ピラミッド中心に向かう 103m ある横穴に続いていた。横穴の先端はクローバーの葉のように4つの部屋に分かれる形状となっていた。以前は、この空洞が自然にできた溶岩洞窟で、形状が似ていることから、ナワ族の伝承にある人類発祥の地であるチコモストクであると解釈されていた。しかし調査により、この空洞は人工的なものであり、王室の墓である可能性が指摘されている。
また、最近になって、ミューオンラジオグラフィを使用して、ピラミッドの内部に他の空間がないかを調査されている。

## 出土品
ピラミッド周辺では、隠されていた何点かの出土品が発見されている。ピラミッド内部からは黒曜石の矢尻や人形が見つかっており、類似したものが月のピラミッド周辺と、ケツァルコアトル神殿からも発見されている。これらの人形は生贄の死者を表していると考えられている。19世紀末にピラミッドの近くで発見されたユニークな出土品はテオティワカンのオセロットと呼ばれており、現在は大英博物館に所蔵されている。さらに、ピラミッドの角周辺の発掘調査では、子供の埋葬地が見つかっている。これらは、ピラミッドに捧げた生贄と考えられている。

## ギャラリー
ウィキメディア・コモンズには、太陽のピラミッドに関するカテゴリがあります。

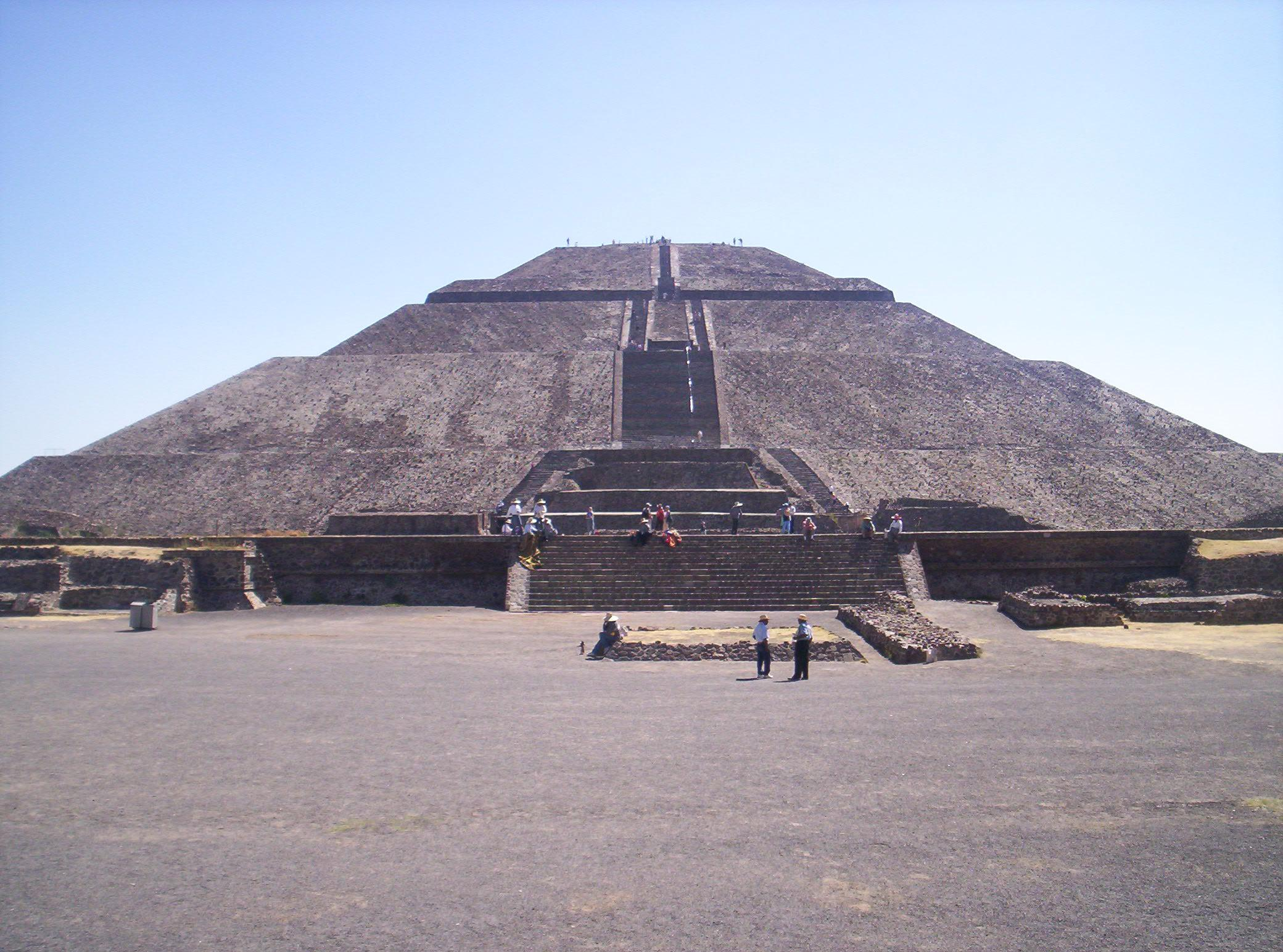
太陽のピラミッド正面
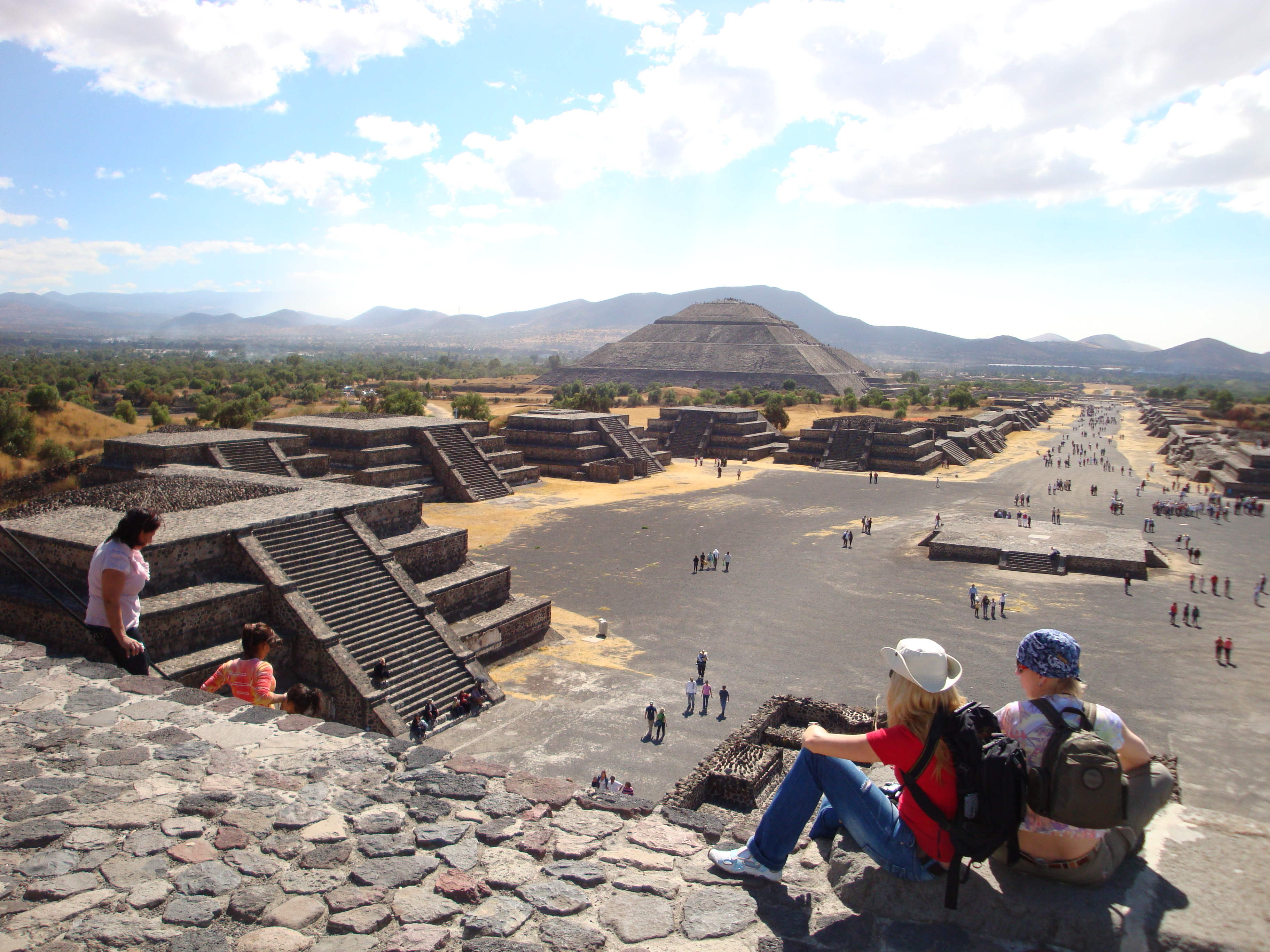
月のピラミッドから見た太陽のピラミッドと死者の大通り
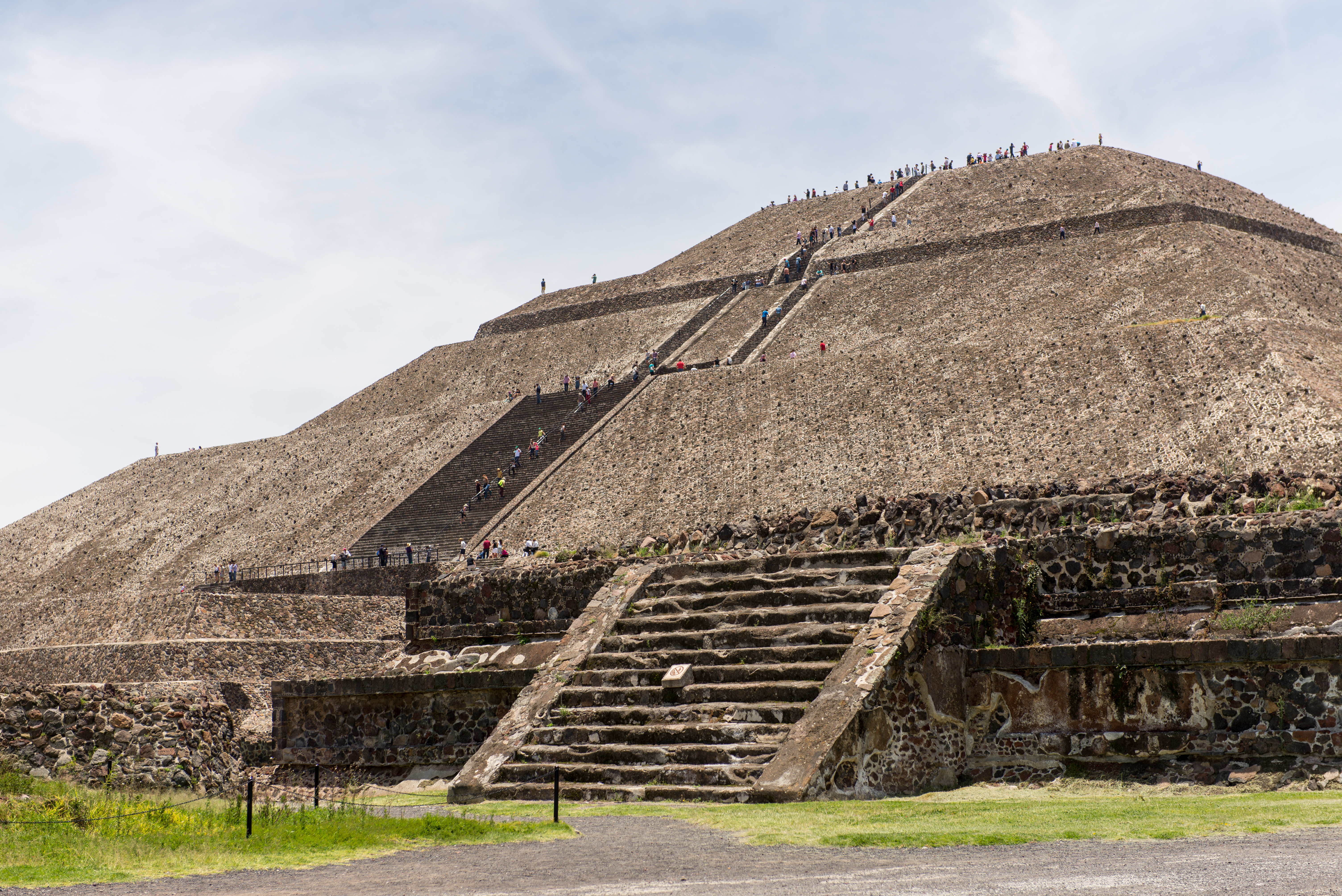
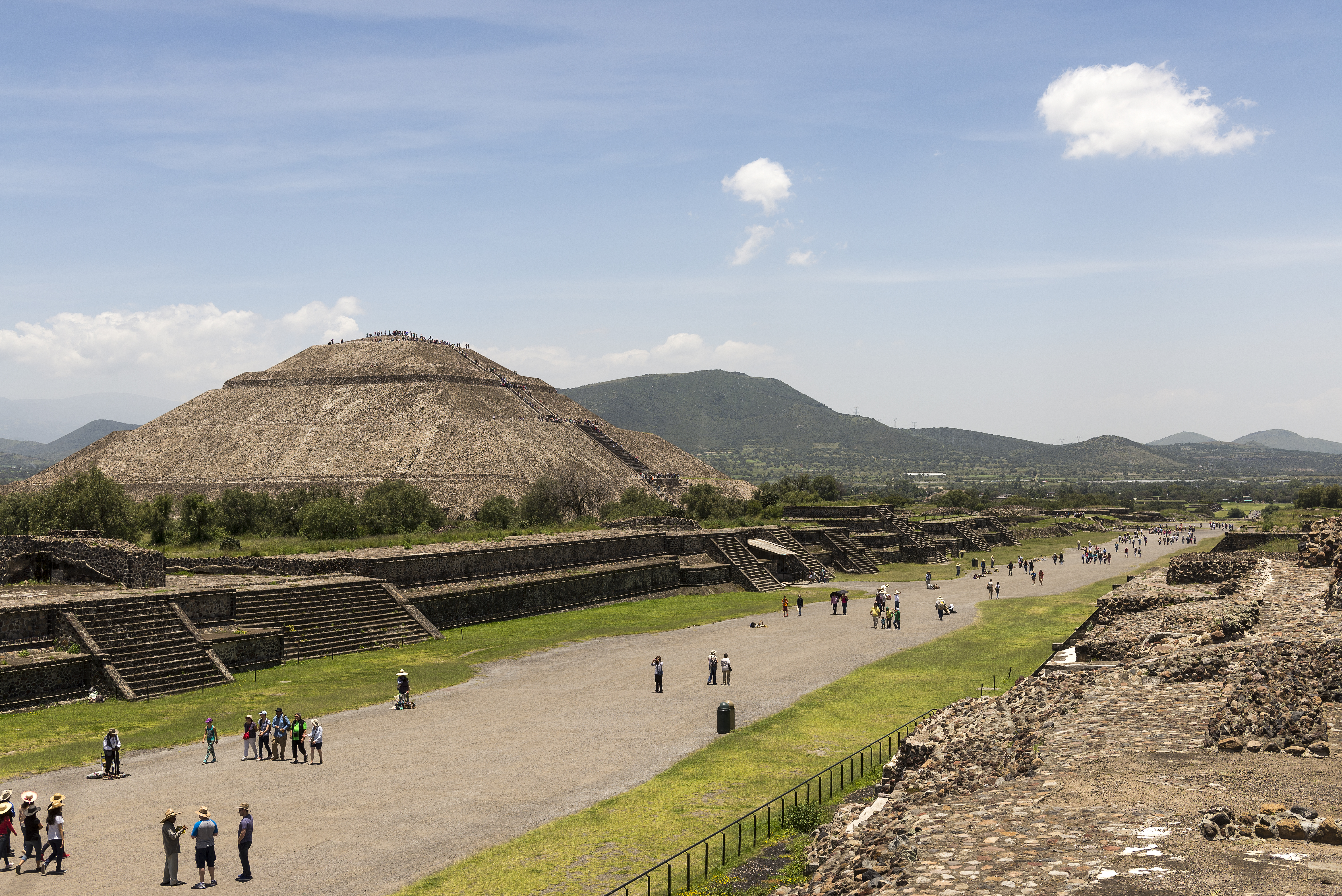
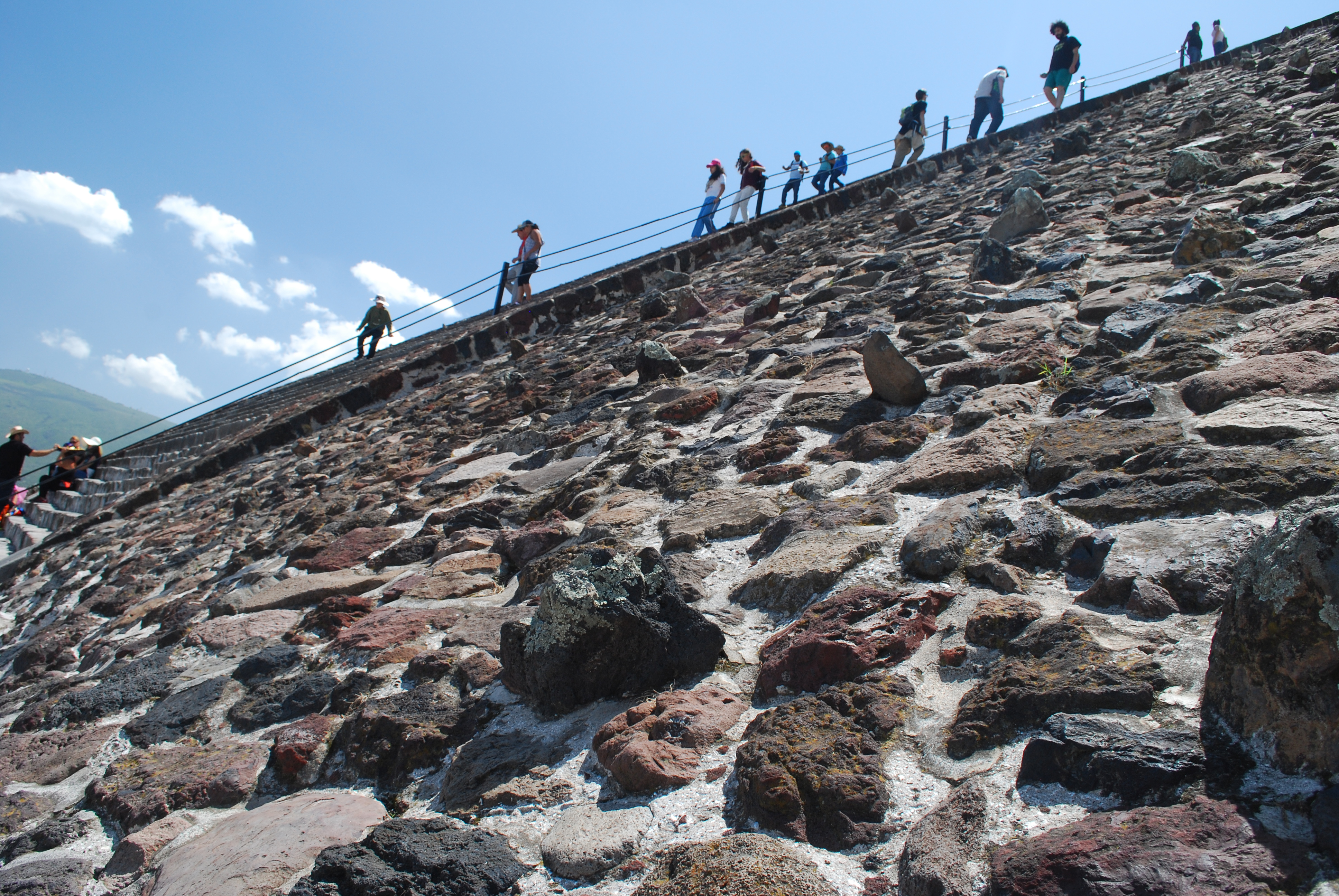
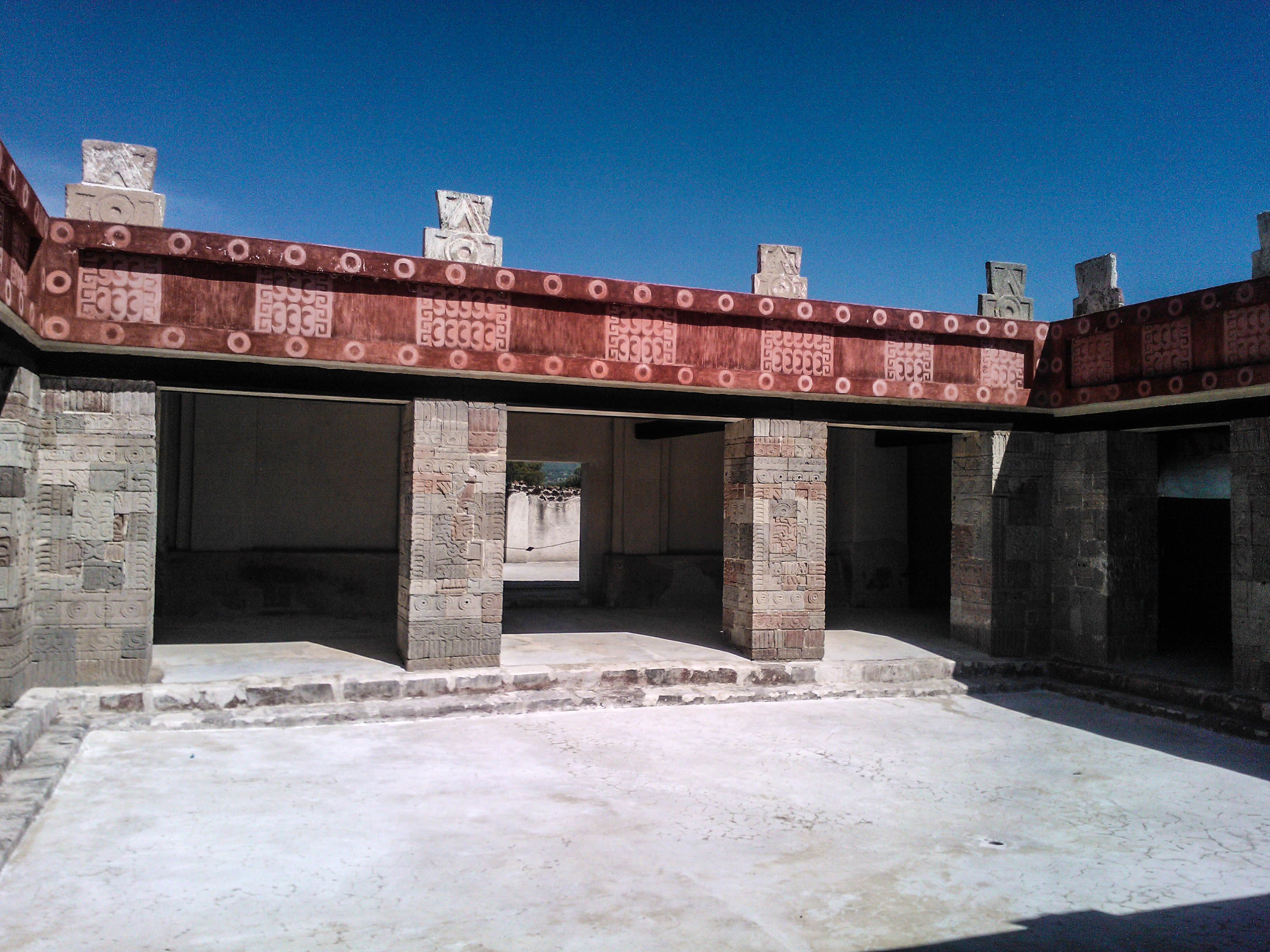